# Ninh Hải, Hoa Lư
Ninh Hải là một xã cũ thuộc thành phố Hoa Lư, tỉnh Ninh Bình, Việt Nam. Xã này đã được sáp nhập vào phường Nam Hoa Lư từ ngày 1/7/2025.

## Địa lý
Xã Ninh Hải cách thành phố Hoa Lư 7 km, có vị trí địa lý:
- Phía đông giáp xã Ninh Nhất
- Phía tây giáp thành phố Tam Điệp và các huyện Gia Viễn, Nho Quan
- Phía nam giáp xã Ninh Vân
- Phía bắc giáp xã Ninh Nhất và xã Trường Yên.

Xã Ninh Hải có diện tích là 21,90 km², dân số năm 2023 là 7.031 người, mật độ dân số đạt 321 người/km².
Trên địa bàn xã này có khu du lịch Tam Cốc – Bích Động là một khu du lịch trọng điểm của Việt Nam; Quần thể danh thắng Tràng An có diện tích khá lớn nằm trên xã.
Xã có diện tích lớn thứ 8 của tỉnh Ninh Bình, sau các xã Cúc Phương, Kỳ Phú, Quang Sơn, Phú Long, Yên Đồng, Gia Hòa, Thạch Bình.

## Hành chính
Xã Ninh Hải được chia thành 9 thôn: Côi Khê, Đam Khê Ngoài, Đam Khê Trong, Hành Cung, Hải Nham, Hạ Trạo, Khả Lương, Tuân Cáo, Văn Lâm.

## Lịch sử
Ngày 27 tháng 12 năm 1975, Quốc hội ban hành Nghị quyết về việc thành lập tỉnh Hà Nam Ninh trên cơ sở tỉnh Ninh Bình và tỉnh Nam Hà. Khi đó, xã Ninh Hải và xã Ninh Thắng thuộc huyện Gia Khánh, tỉnh Hà Nam Ninh.
Ngày 27 tháng 4 năm 1977, Hội đồng Chính phủ ban hành Quyết định số 125-CP về việc thành lập huyện Hoa Lư trên cơ sở hợp nhất huyện Gia Khánh và thị xã Ninh Bình. Khi đó, xã Ninh Hải và xã Ninh Thắng thuộc huyện Hoa Lư mới thành lập.
Ngày 26 tháng 12 năm 1991, Quốc hội ban hành Nghị quyết về việc chia tỉnh Hà Nam Ninh thành tỉnh Nam Hà và tỉnh Ninh Bình. Khi đó, xã Ninh Hải và xã Ninh Thắng thuộc huyện Hoa Lư, tỉnh Ninh Bình.
Ngày 10 tháng 12 năm 2024, Ủy ban Thường vụ Quốc hội ban hành Nghị quyết số 1318/NQ-UBTVQH15 về việc sắp xếp đơn vị hành chính cấp huyện, cấp xã của tỉnh Ninh Bình giai đoạn 2023 – 2025 (nghị quyết có hiệu lực từ ngày 1 tháng 1 năm 2025). Theo đó:
- Thành lập thành phố Hoa Lư thuộc tỉnh Ninh Bình trên cơ sở thành phố Ninh Bình và huyện Hoa Lư. Xã Ninh Hải trực thuộc thành phố Hoa Lư.
- Sáp nhập toàn bộ 4,23 km² diện tích tự nhiên và quy mô dân số là 4.950 người của xã Ninh Thắng vào xã Ninh Hải.

Xã Ninh Hải có 26,13 km² diện tích tự nhiên và quy mô dân số là 11.981 người.

## Kinh tế
Ninh Hải có quần thể danh thắng Tam Cốc – Bích Động là khu du lịch có lượng khách tham quan lớn thuận lợi phát triển làng nghề truyền thống, tạo nguồn thu về du lịch, dịch vụ và thay đổi cơ cấu lao động địa phương.
Chợ Đồng Văn nằm ở thôn Đam Khê Ngoài là chợ quê trên địa bàn thành phố Hoa Lư nằm trong danh sách các chợ loại 1, 2, 3 ở tỉnh Ninh Bình từ năm 2008.

## Văn hóa

### Làng nghề thêu ren Văn Lâm
Thêu ren Văn Lâm là một trong 6 làng nghề truyền thống đầu tiên ở Ninh Bình nhận bằng làng nghề truyền thống và được nhà nước hỗ trợ phát triển. Vào thời nhà Đinh, Hoàng hậu Nguyễn Thị Sen là người đã truyền dạy cho người dân làng Văn Lâm nghề này.
Sản phẩm thêu làm ra đã trở thành mặt hàng truyền thống đặc sắc, chuyên bán cho khách du lịch. Những năm 1990, 100% số lao động của Ninh Hải làm thêu, người có tay nghề thấp thì làm những sản phẩm đơn giản rẻ tiền, người có tay nghề cao thì làm các sản phẩm tinh xảo hơn, giá trị hơn. Năm 2006, số lao động chuyên làm thêu giờ chỉ còn 47% số lao động của xã, riêng thôn Văn Lâm có nhiều nghệ nhân nhất khoảng 1.500 người. Ngày nay nghề thêu đã phát triển thành các tổ hợp sản xuất và doanh nghiệp tư nhân chuyên làm các mặt hàng thêu, huy động hầu hết các tay kim giỏi trong làng. Các tổ hợp sản xuất này đều đã tìm được thị trường tiêu thụ ổn định, mà hầu hết là xuất khẩu ra nước ngoài.
Nghề thêu là nghề nhẹ nhàng, có nhiều triển vọng và không gây ô nhiễm môi trường nên được địa phương tạo điều kiện để phát triển.

### Di tích - danh thắng
Ninh Hải là xã trong phạm vi ranh giới Quần thể danh thắng Tràng An - Tam Cốc - Bích Động đã được Chính phủ Việt Nam xếp hạng di tích quốc gia đặc biệt quan trọng và được UNESCO công nhận là di sản thế giới năm 2014.
Tính đến năm 2010, Ninh Hải là xã có 3 di tích cấp quốc gia là Tam Cốc, chùa Bích Động, đền Thái Vi. Cả ba di tích này tạo nên khu du lịch Tam Cốc – Bích Động
Xã có hành cung Vũ Lâm là một căn cứ kháng chiến nổi tiếng thời nhà Trần.

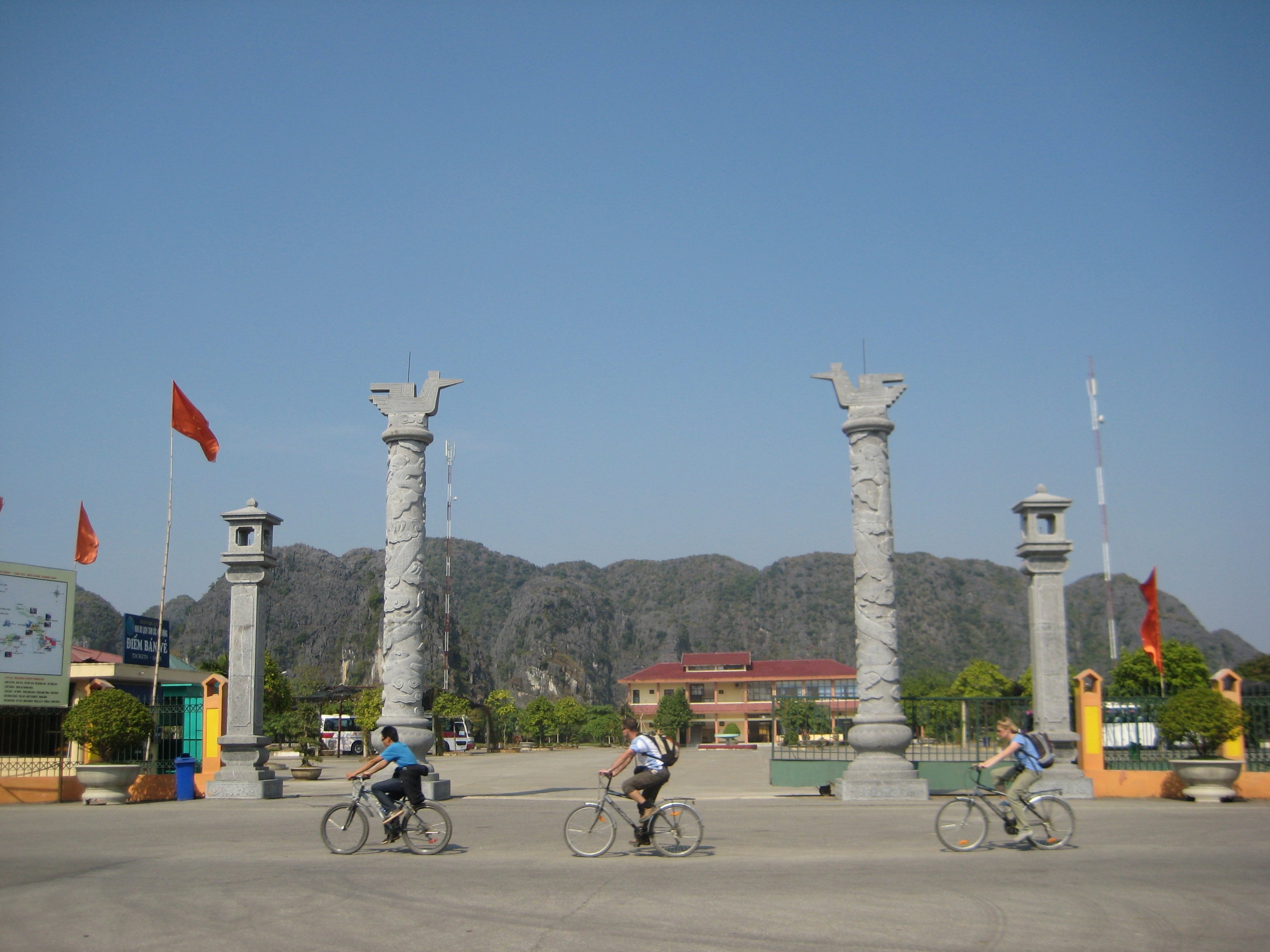
Đường xã Ninh Hải
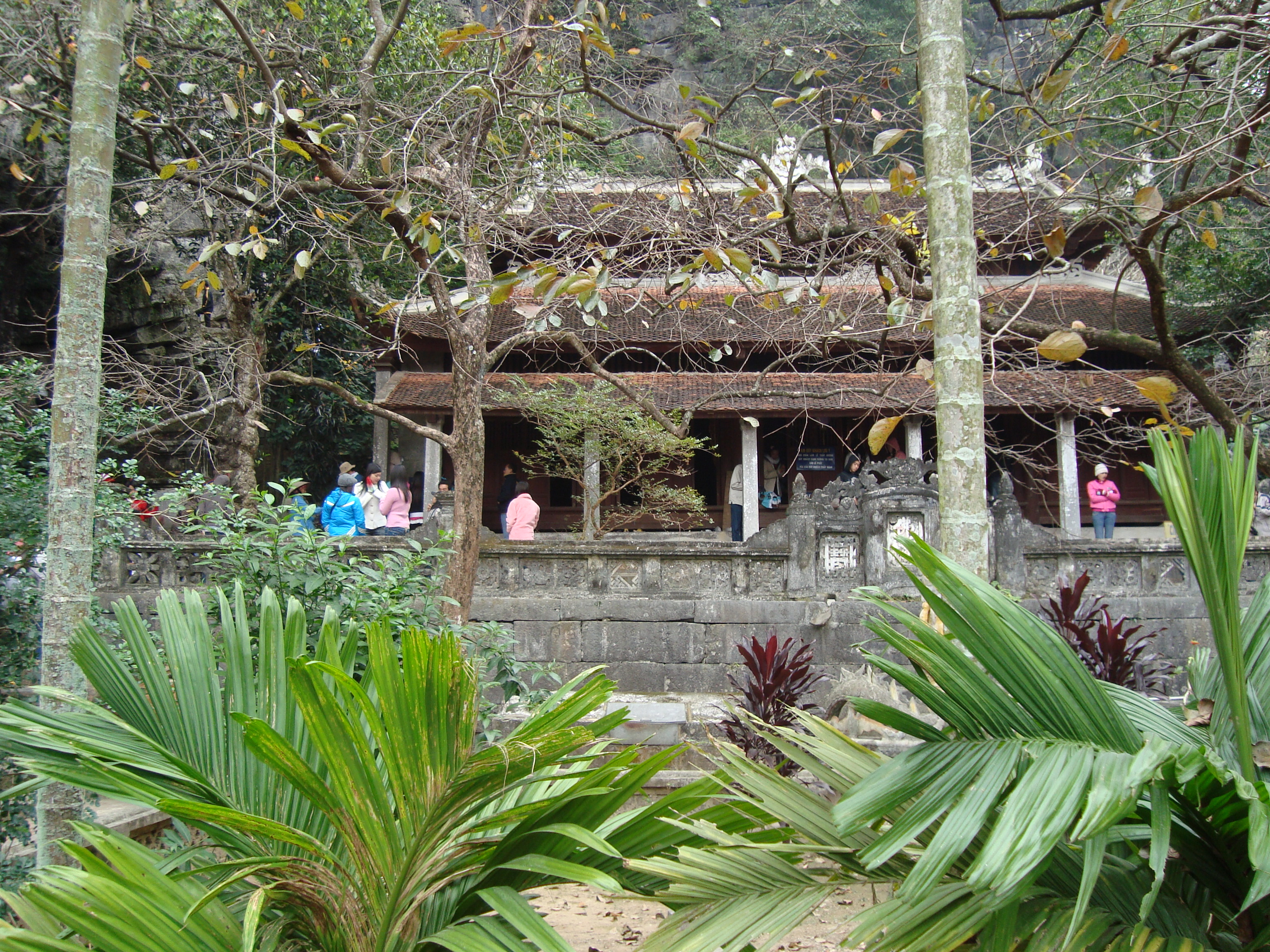
Chùa Bích Động
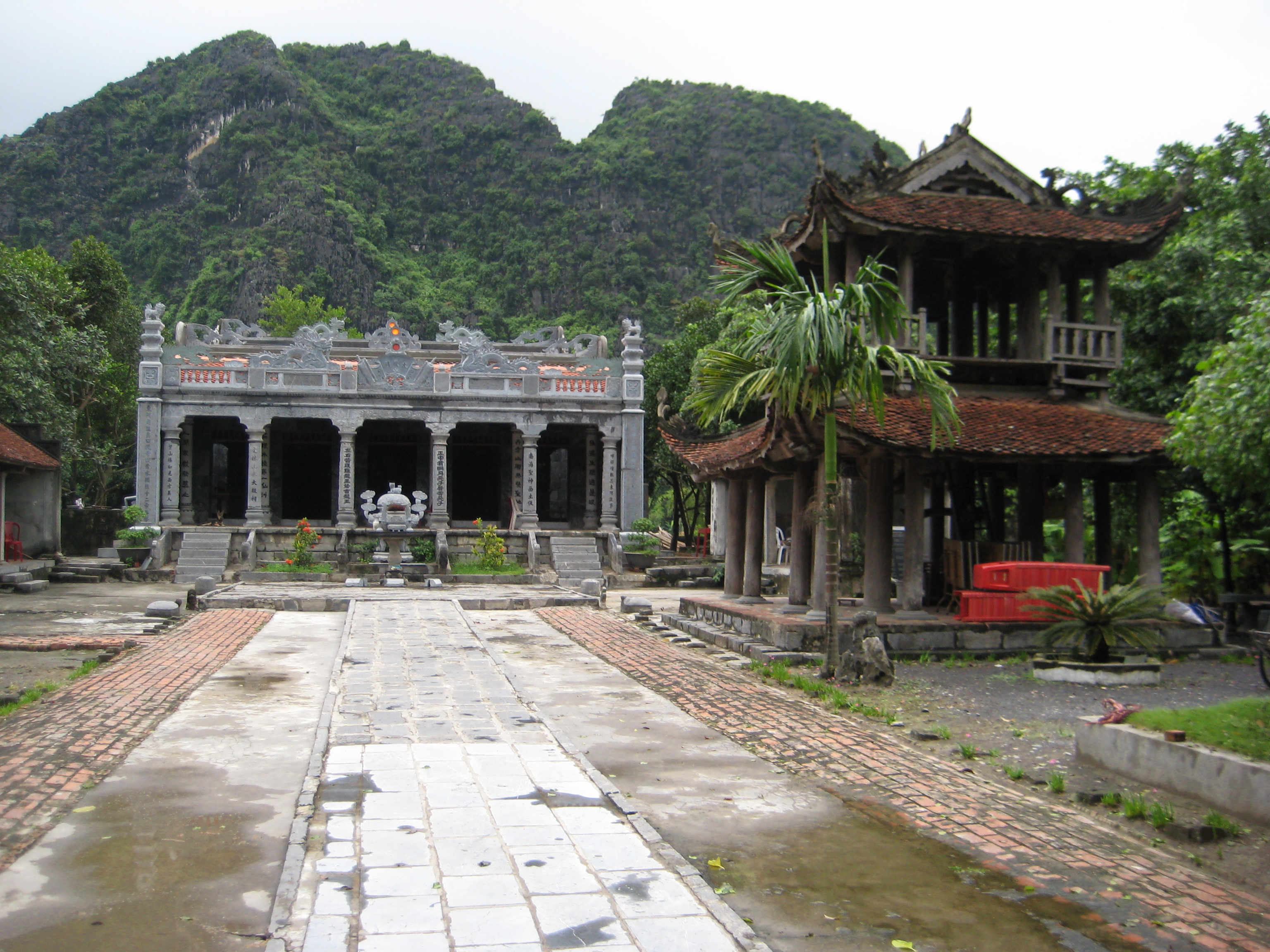
Đền Thái Vi